# Nokia N95
Nokia N95 — смартфон, произведенный Nokia в составе линейки портативных устройств Nseries. Анонсированный в сентябре 2006 года, он был выпущен на рынок в марте 2007 года. N95 работал под управлением S60 3rd Edition на Symbian OS v9.2. Он имеет двусторонний выдвижной механизм, который можно использовать для доступа либо к кнопкам воспроизведения мультимедиа, либо к цифровой клавиатуре . Сначала он был выпущен в серебристом цвете, а затем в чёрном цвете с ограниченным тиражом в золотом и пурпурном цветах. Стартовая цена N95 составляла около €550 (около US$730, GB£370).
N95 был высококлассной моделью, которая продавалась как «мультимедийный компьютер», как и другие устройства Nseries. Он был оснащен цифровой камерой с высоким разрешением 5 мегапикселей с оптикой Carl Zeiss и вспышкой, а также большим дисплеем размером 2,6 дюйма. Это также было первое устройство Nokia со встроенным приемником глобальной системы позиционирования (GPS), используемое для карт или пошаговой навигации, и первое устройство с акселерометром . Это также было одно из первых устройств на рынке, поддерживающих сигналы HSDPA (3.5G).
После появления оригинальной модели (технически названной N95-1) было выпущено несколько обновлённых версий, в первую очередь N95 8GB с 8 гигабайтами внутренней памяти, большим дисплеем и улучшенной батареей. Широко известны «классический» N95 и его модернизированный вариант N95 8GB. как прорывные технологии своего времени. Он был хорошо известен своей камерой, возможностями GPS и картографии, а также инновационным двойным слайдером и некоторые оценили его как одно из лучших мобильных устройств, которые были выпущены.

## История
Телефон был представлен 26 сентября 2006 года на мероприятии Nokia Open Studio 2006 в Нью-Йорке. Считалось, что это стало поворотным моментом в мобильной индустрии из-за ее разнообразных возможностей; однако до выпуска устройства потребовалось еще шесть месяцев. 8 марта 2007 года Nokia начала поставки N95 на ключевые рынки Европы, Азии и Ближнего Востока. В течение недели с 11 марта он продавался во многих других странах. На этом раннем этапе N95 все еще был доступен в ограниченном количестве, поэтому его цена была ненадолго поднята до 800 евро.
7 апреля 2007 года N95 поступил в продажу в США через флагманские магазины Nokia в Нью-Йорке и Чикаго, а также через веб-сайт Nokia nseries.com. Никакие американские операторы связи не должны были предлагать этот телефон. Версия для США начала продаваться в розницу без брендов оператора и без скидок во флагманских магазинах Nokia в Нью-Йорке и Чикаго 26 сентября 2007 года.
29 августа 2007 года на пресс-конференции в Лондоне были анонсированы две обновленные версии N95; во-первых, N95-2 (N95 8 GB), обновленная версия для европейского / азиатского рынков с 8 гигабайтами внутренней памяти и большим экраном; во-вторых, N95-3 (N95 NAM), заменяющий оригинальный 2100 Радиоинтерфейс W-CDMA МГц с поддержкой 850 МГц и 1900 Частоты МГц, используемые для сетей 3G большинства GSM-совместимых операторов мобильной связи в Северной и Южной Америке, включая AT&T Mobility.
Наконец, позже, 7 января 2008 года, Nokia представила N95-4, модель US 8. Версия GB N95-3. Телефон получил одобрение FCC 30 января и был запущен 18 марта. Первым оператором связи, который воспользовался этим разрешением, был Rogers Wireless в мае 2009 года. Также на выставке CES 2008 была анонсирована и выпущена ограниченная серия Nokia N95 красного цвета.
Основные конкуренты N95 в течение его жизни были LG Prada, Apple iPhone, Sony Ericsson W950i и K850 . N95 удалось превзойти своих конкурентов. Несмотря на широко разрекламированный iPhone от Apple с его технологией multi-touch, тонким дизайном и расширенными веб-возможностями, N95 имел несколько ключевых функций по сравнению с iPhone, таких как камера со вспышкой, видеокамера, обмен файлами по Bluetooth, подключение к 3G и 3.5G, GPS, сторонние приложения и ряд других функций.
Даже после выпуска более поздних телефонов Nseries розничная цена N95 по-прежнему составляла около 400 долларов США (около 300 евро) на начало 2010 года, несмотря на трехлетний возраст.

## Функции

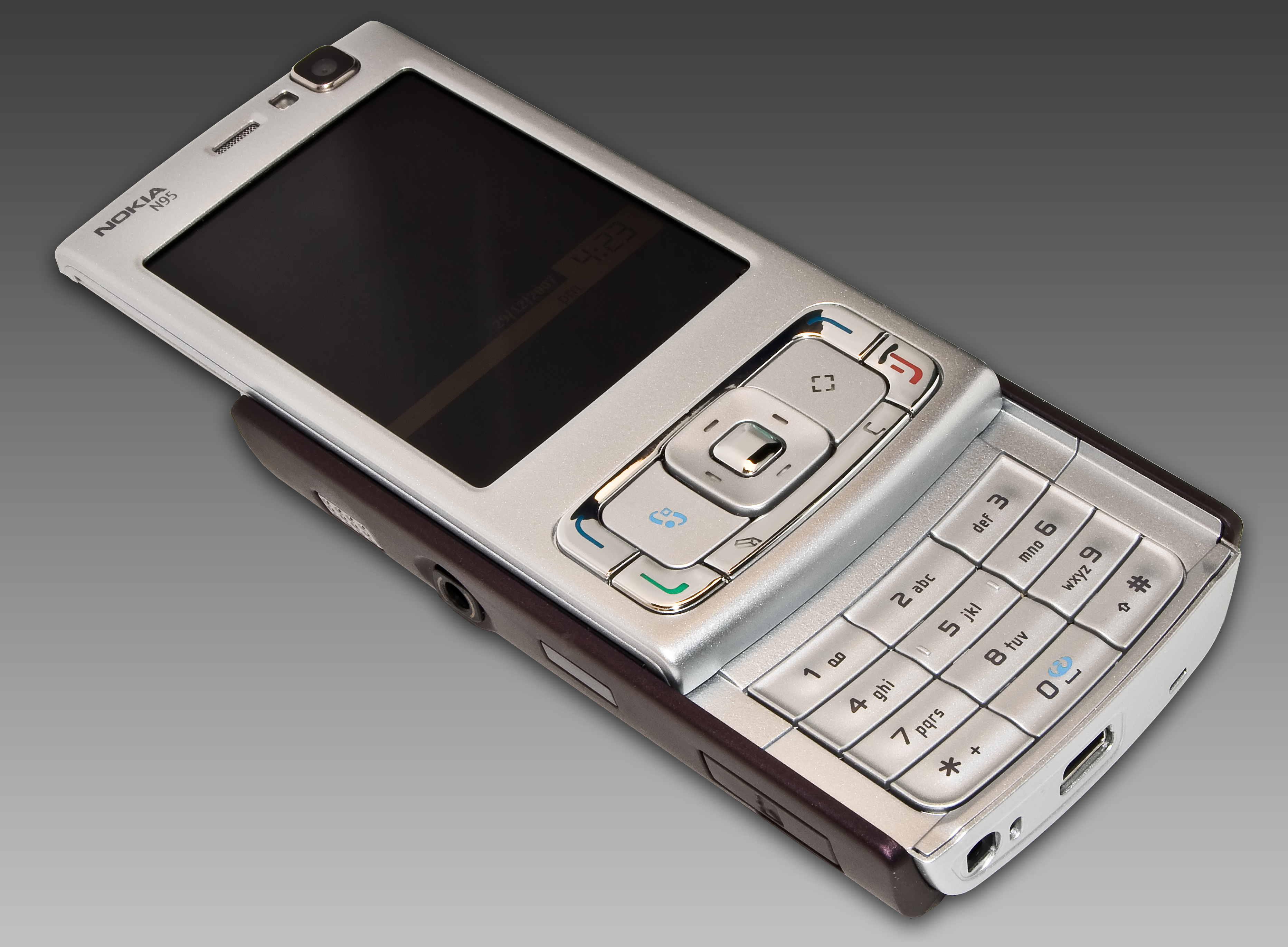
Nokia N95 открытый

### Встроенная возможность GPS
В N95 был встроенный GPS-приёмник, который располагался под клавишей 0 на клавиатуре. В комплект поставки телефона входит навигационная программа Nokia Maps.

### Мультимедийные возможности

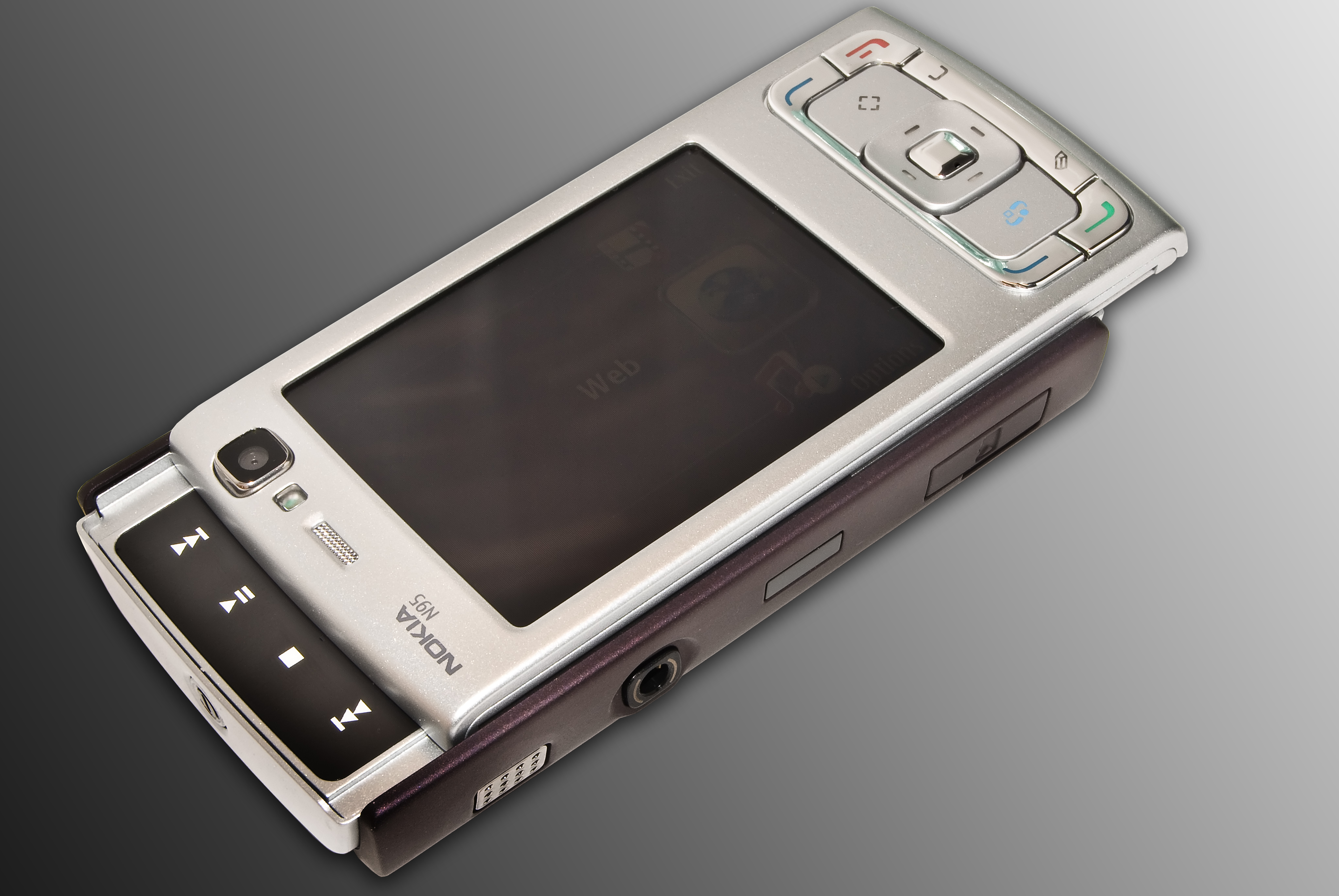
Доступ к выделенным мультимедийным клавишам N95 осуществлялся через двухсторонний слайдер.

Из коробки N95 поддерживает аудио в форматах MP3, WMA, RealAudio, SP-MIDI, AAC +, eAAC +, MIDI, AMR и M4A. Его двусторонний сдвиг, когда он открывается в сторону клавиатуры, дает доступ к его кнопкам воспроизведения мультимедиа. Стандартный разъем 3,5 мм расположен на левой стороне телефона и позволяет пользователю подключать к устройству любые стандартные наушники. С адаптером для гарнитуры AD-43 в N95 появилась поддержка нескольких кнопок дистанционного управления на гарнитуре. Пользователи также могут использовать Bluetooth для вывода звука с помощью A2DP или использовать встроенные стереодинамики. N95 также может воспроизводить видео в форматах 3GP, MPEG4, RealVideo и, в более новых версиях прошивки, в форматах Flash Video. Все видеовыходы телефона также могут воспроизводиться через функцию ТВ-выхода. TV-out — это функция, предлагаемая процессором OMAP телефонов, которая позволяет пользователям подключать смартфон с помощью прилагаемого кабеля к телевизору или любому другому композитному видеовходу. Его основная цель заключалась в том, чтобы позволить пользователям показывать фотографии и видео на большом экране. Встроенные в N95 возможности UPnP также позволяли пользователю обмениваться мультимедийными данными с телефонов по сети WLAN. Это обеспечивает легкий доступ к фотографиям, музыке и видео, хранящимся на телефоне, с других устройств с поддержкой UPnP в сети, что позволяет просматривать или загружать их по беспроводной сети.

### Интернет

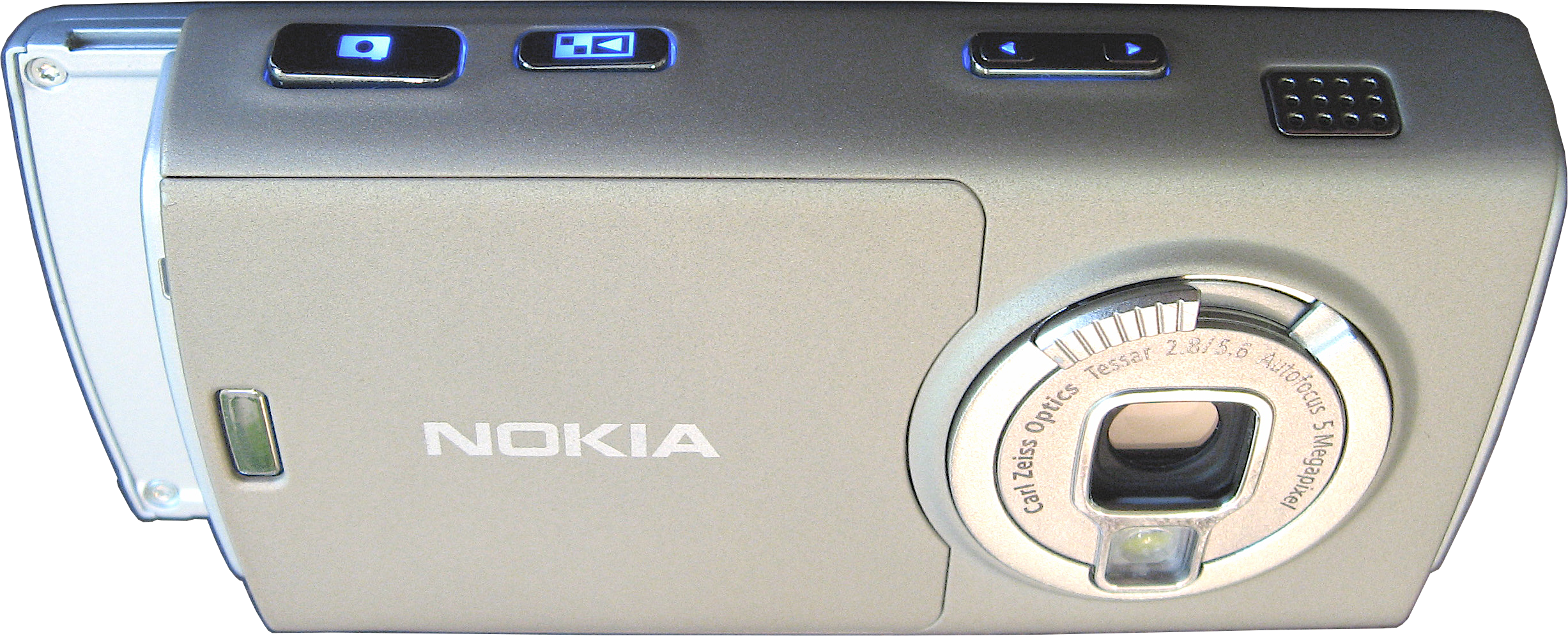
задняя часть N95 с открытой крышкой объектива

N95 имел встроенный Wi-Fi, с помощью которого он мог выходить в Интернет (через беспроводную сеть 802.11b / g). N95 также может подключаться к Интернету через сеть пакетной передачи данных оператора связи, такую как UMTS, HSDPA или EDGE . Браузер на основе webkit отображал полные веб-страницы, в отличие от упрощённых страниц, как на большинстве других телефонов. Веб-страницы можно просматривать в портретном или ландшафтном режиме, а также поддерживалось автоматическое масштабирование. N95 также имеет встроенный Bluetooth и работает с беспроводными наушниками, которые используют технологию Bluetooth 2.0 и для передачи файлов.
Оригинальный N95 не поддерживал версии UMTS / HSDPA для США; Функции UMTS в этих версиях телефона по умолчанию отключены. Более того, более поздние версии N95 для США поддерживают только AT&T 850/1900. Полосы UMTS / HSDPA МГц, ни 1700 МГц T-Mobile USA или 2100 Полосы МГц поддерживаются во всем мире.
Телефон также может выступать в качестве точки доступа к глобальной сети, позволяя подключенному ПК получить доступ к сети пакетной передачи данных оператора связи. Программное обеспечение и функции VoIP также включены в телефон (хотя некоторые операторы связи решили удалить эту функцию).

### Акселерометр
N95 имеет встроенный акселерометр . Изначально это использовалось только для стабилизации видео и ориентации фотографий (чтобы снимки были ориентированы как в альбомной, так и в портретной ориентации).
Исследовательский центр Nokia предоставил интерфейс приложения непосредственно к акселерометру, позволяя программному обеспечению использовать данные с него. Nokia выпустила приложение счётчика шагов, чтобы продемонстрировать это. Еще одно приложение, созданное Nokia, использующее акселерометр, — Nokia Sports Tracker .
Были созданы сторонние программы, в том числе программное обеспечение, которое автоматически изменяет ориентацию экрана при наклоне телефона, программу, имитирующую звуки светового меча из «Звездных войн» когда телефоном размахивают в воздухе, программа, позволяющая пользователю отключить звук в телефоне, повернув его экраном вниз и так далее.

### N-Gage
N95 был совместим с мобильным игровым сервисом N-Gage.

## Приём
О N95 много говорили после анонса но изначально он рассматривался как устройство с нишевым набором функций. Однако, когда он был выпущен в большинстве регионов, Nokia имела огромный успех в продажах. К концу 2007 года было продано 7 миллионов единиц Nokia N95 В своем отчёте за первый квартал 2008 года Nokia заявила, что в этом квартале было отгружено 3 миллиона устройств N95 (включая вариант 8 ГБ), в результате чего общее количество устройств составило не менее 10 000 000. Ему удалось превзойти конкурентов, таких как LG Viewty и iPhone .
Возможности камеры позволяют ему конкурировать с такими телефонами, как Sony Ericsson K850i .
6 ноября 2007 года AllAboutSymbian объявил N95 8GB «лучшим смартфоном на свете». Спустя годы, 24 января 2013 года, журнал PC Magazine назвал Nokia N95 «одним из лучших смартфонов в истории на любой платформе».
Немного улучшенная модель в форме моноблока под названием Nokia N82 была выпущена в конце 2007 года. В следующем году была представлена Nokia N96.

## Технические характеристики
| Характерная черта                    | Технические характеристики |
| ------------------------------------ | --- |
| Фактор формы                         | Двусторонний слайдер |
| Операционная система                 | Symbian OS v9.2, S60 3rd Edition, Feature Pack 1 |
| Экран                                | QVGA-матрица, диагональ 2,6 дюйма (N95-1, N95-3, N95-5) или 2,8 дюйма (N95-2, N95-4, N95-6), 16 миллионов цветов, 240x32 пикселей |
| Размер                               | 99 мм × 53 мм × 21 мм |
| Процессор                            | Двойной процессор, 332 МГц Texas Instruments OMAP 2420 (на базе ARM11) |
| Внутренняя динамическая память (RAM) | 128 МБ (55,9 МБ для N95-1) |
| Внутренняя флэш-память               | 147,3 МБ (8 ГБ для версий с 8 ГБ) |
| Камера                               | Фронтальная и основная камера 2592 × 1944 с автофокусом, оптика Carl Zeiss, формат изображения 4/3 (1,33: 1) |
| Запись видео                         | Есть, видеозахват VGA (640 × 480) со скоростью до 30 кадров / с, такое же соотношение сторон, как у камеры, см. Выше |
| Графика                              | Полностью аппаратное ускорение 3D (OpenGL ES 1.1, Java 3D с аппаратным ускорением) |
| Слот для карты памяти                | Есть, microSD / microSDHC (кроме N95-4; модель 8 ГБ) — поддерживает карты до 32 ГБ |
| Bluetooth                            | Есть, 2.0 + EDR; поддерживает большинство профилей, в том числе: HSP и HFP для громкой связи; A2DP и AVRCP для стереозвука и управления; HID для подключения совместимой клавиатуры; DUN для использования телефона в качестве модема для подключения к Интернету с других устройств; OBEX для отправки и получения визиток, изображений и других файлов |
| GPS                                  | Texas Instruments GPS5300 NaviLink 4.0 (приемник находится под клавишей 0) |
| Wi-Fi                                | Есть, с беспроводной локальной сетью (802.11 b/g) и UPnP (Universal Plug and Play) |
| ИК‑порт                              | Есть |
| Поддержка кабеля передачи данных     | Есть, USB 2.0 через порт mini USB |
| Электронная почта                    | Есть (ActiveSync, POP3, IMAP4 и SMTP, с SSL / TLS) |
| Музыкальный проигрыватель            | Есть, стереодинамики с 3D-звуком |
| Радио                                | Есть, стерео FM-радио и Visual Radio (требуются проводные наушники или громкая связь) |
| Видеоплеер / редактор                | Есть |
| Полифонические тона                  | Есть, 172 аккорда |
| Рингтоны                             | Есть, MP3 / AAC / AAC + / eAAC + / WMA / M4A, RealAudio |
| Hands-Free                           | Есть, с 3.5 мм аудиоразъемом и поддержкой беспроводных стереонаушников 2.1 |
| Автономный режим                     | Есть |
| Аккумулятор                          | BL-6F 1200 мАч (BL-5F 950 мАч для N95-1) |
| В режиме разговора                   | до 160 мин (WCDMA), до 240 мин (GSM) |
| Время ожидания                       | до 200 часов (WCDMA) или 225 часов (GSM) |
| Последняя прошивка                   | Версия 35.0.002 |

## Вариации

### N95 8GB (N95-2)

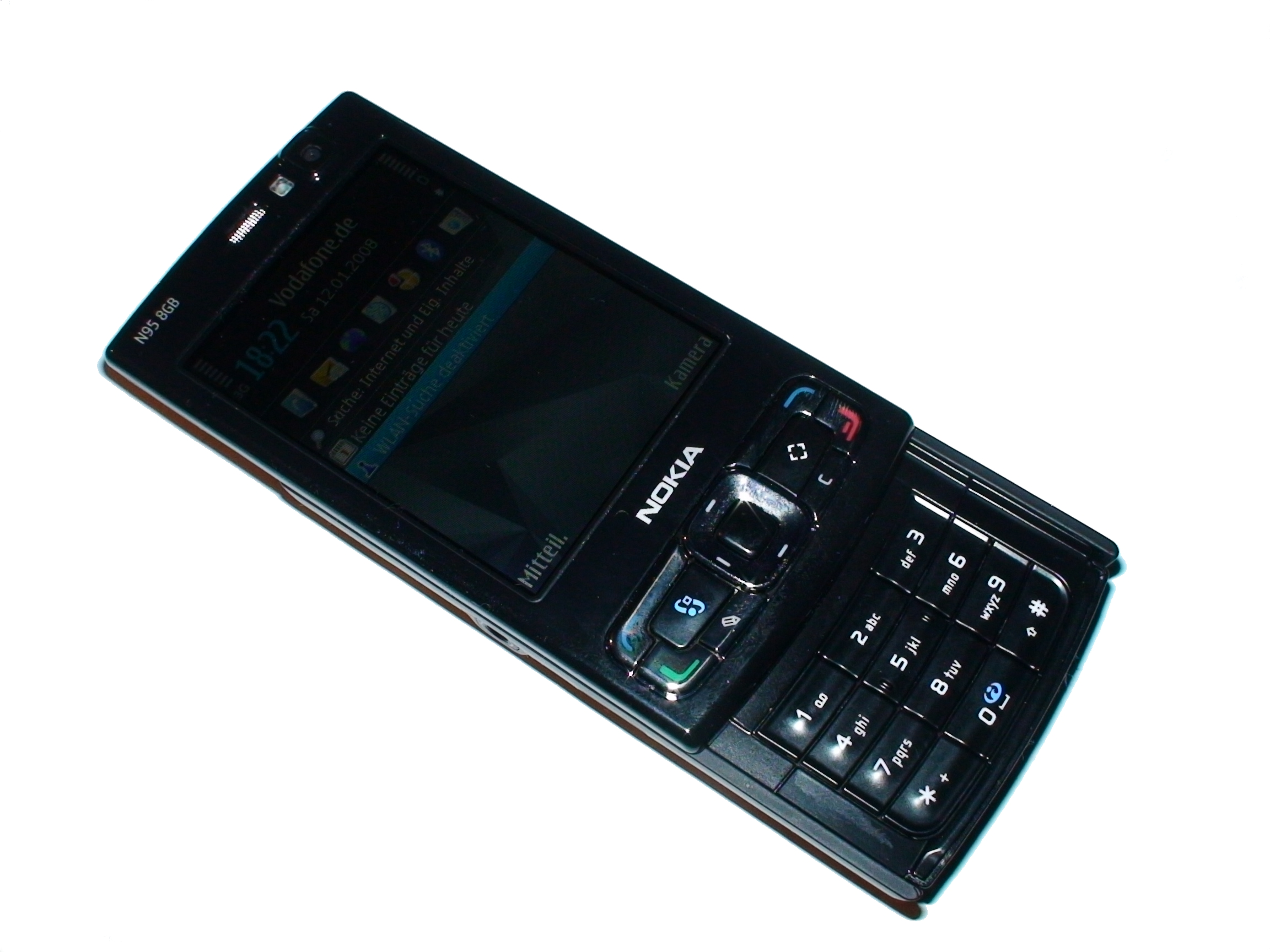
N95 8 ГБ

Версия N95, получившая название N95 8 GB (N95-2, внутреннее название RM-320), была анонсирована 29 августа 2007 г. и выпущена в октябре 2007 г. Он был выпущен в черном цвете, а не в серебристом, как у N95-1.
Из-за этой новой модели оригинальный N95 часто называют N95 Classic .
Отличия от оригинального N95:

#### Улучшения
- 8 ГБ отдельной внутренней памяти
- Большой дисплей (от 2,6 дюйма (66 мм) до 2,8 дюйма).
- 128 МБ ОЗУ (вместо 64 МБ), 95 МБ доступно.
- Пейджинг по запросу (хотя N95 также поддерживает это, начиная с версии прошивки 20.0.015[31])
- Аккумулятор 1200 мАч (BL-6F), от 950 мАч
- Косметические изменения в средствах массовой информации и кнопках на передней панели
- Новая модель громкой связи / дистанционного управления, AD-54[32] (в отличие от AD-43[33] для предыдущих версий N95)
- Новое мультимедийное меню с интеграцией контента Nokia Ovi
- Встроенный автоматический поворот экрана (ASR) в версиях программного обеспечения v20.0.016 и выше для версии N95 8 ГБ и начиная с версии 30.0.015 для N95-1, соответственно.
- Черная лицевая панель вместо оригинальной серебристой.
- Более прочная крышка аккумуляторного отсека.

#### Отрицательные изменения
- Плотность пикселей 142 DPI, по сравнению с 153 DPI для N95; это связано с большим дисплеем, но с тем же разрешением (QVGA)
- Слот MicroSD удален
- Слайдер, защищающий объектив камеры, был удален, чтобы освободить место для большей батареи; приложение камеры теперь запускается при удерживании кнопки спуска затвора
- Удаление встроенного видеоредактора (добавленного позже с обновлениями прошивки)
- Масса: 128 г, вверх 8 г от 120 грамм

### N95 NAM (N95-3)
Nokia N95-3 был модификацией N95, внутренне обозначенной как RM-160, разработанной специально для рынка Северной Америки. Он также был доступен на австралийском и южноамериканском рынках.
Следующее было изменено по сравнению с исходной версией:
- 128 МБ ОЗУ, вместо 64 МБ.
- WCDMA (HSDPA) 850 и 1900 МГц вместо 2100 МГц.
- Аккумулятор 1200 мАч, по сравнению с 950 мАч.
- Время разговора до 190 мин (WCDMA), до 250 мин (GSM).
- Ползунок, защищающий объектив камеры, снят, чтобы освободить место для большей батареи.
- Вспышка камеры перемещена к вертикальной оси телефона, поэтому, когда телефон используется в качестве камеры, она располагается сбоку от камеры, а не внизу, как в N95-1.
- Косметические изменения медиа-кнопок.
- Высота: 2.05 см, меньше 2,10 см.
- Масса: 125 г, по сравнению со 120 грамм.
- Белая подсветка клавиатуры вместо синей для улучшения видимости.
- Текущая версия прошивки V 35.2.001, 13-10-09, RM-160

### N95 8GB NAM (N95-4)
Основными отличиями от N95-2 были:
- Объектив камеры теперь более плотно прилегает к лицу телефона.
- Мультимедийные клавиши стали менее глянцевыми.

И в N95-3, и в N95-4 были внесены некоторые дополнительные изменения, такие как снятие сдвижной крышки объектива с камеры, увеличенное время автономной работы и удвоение оперативной памяти с 64 до 128 МБ.

### N95 КИТАЙ (N95-5)
Модель N95-5 с внутренним названием RM-245 была ориентирована на китайский рынок. Основным отличием от обычного N95 было отсутствие поддержки подключения к сети 3G, которая еще не была принята в Китае на момент выпуска и отсутствие возможности подключения к WLAN из-за китайского законодательства.

### N95 8GB КИТАЙ (N95-6)
N95-6 с внутренним кодом RM-321 был ориентированной на китайский рынок версией N95-2, не имевшей поддержки 3G и WLAN, как и N95-5.

### Сравнение версий
В этой таблице перечислены только технические характеристики, которые различаются между версиями моделей N95.
| Характерная черта                    | N95 (N95-1)     | N95 8 ГБ (N95-2) | N95 NAM (N95-3) | N95 8 ГБ NAM (N95-4) | N95 КИТАЙ (N95-5) | N95 8 ГБ КИТАЙ (N95-6) |
| ------------------------------------ | --------------- | ---------------- | --------------- | -------------------- | ----------------- | ---------------------- |
| Внутреннее имя                       | RM-159          | RM-320           | RM-160          | RM-421               | RM-245            | RM-321                 |
| Дата выхода                          | Март 2007 г.    | Август 2007 г.   | Ноябрь 2007 г.  | Январь 2008 г.       | Февраль 2008 г.   | Февраль 2008 г.        |
| Частоты WCDMA                        | 2100 МГц        | 2100 МГц         | 850/1900 МГц    | 850/1900 МГц         | нет               | нет                    |
| Подключение к WLAN                   | да              | да               | да              | да                   | нет               | нет                    |
| Внутренняя динамическая память (RAM) | 64 МБ           | 128 МБ           | 128 МБ          | 128 МБ               | 128 МБ            | 128 МБ                 |
| Внутренняя флэш-память               | 160 МБ          | 8 ГБ             | 160 МБ          | 8 ГБ                 | 160 МБ            | 8 ГБ                   |
| Слот для карты памяти                | микро SD / SDHC | нет              | микро SD / SDHC | нет                  | микро SD / SDHC   | нет                    |
| Аккумулятор                          | 950 мАч         | 1200 мАч         | 1200 мАч        | 1200 мАч             | 1200 мАч          | 1200 мАч               |
| Время разговора (GSM)                | 4 часа          | 5 часов          | 5 часов         | 5 часов              | 5 часов           | 5 часов                |
| Время ожидания (GSM)                 | 9.3 дней        | 11.6 дней        | 12 дней         | 12 дней              | 10,5 дней         | 12 дней                |
| Экран                                | диагональ 2,6 " | диагональ 2,8 "  | диагональ 2,6 " | диагональ 2,8 "      | диагональ 2,6 "   | диагональ 2,8 "        |
| Масса                                | 120 грамм       | 128 грамм        | 124 грамм       | 128 грамм            | 124 грамм         | 128 грамм              |
| Крышка объектива камеры              | да              | нет              | нет             | нет                  | нет               | нет                    |

### Отмененная ревизия
В конце 2020 года появились прототипы видеороликов запланированной версии N95, которая так и не была запущена в производство, включая выдвижные элементы управления мультимедиа и динамики, а также подставку.